# Rasina (Gualdo Tadino)
Rasina è una frazione di Gualdo Tadino (PG) che sorge al centro della valle solcata dal torrente omonimo, a circa 2 km a sud-ovest del capoluogo.
Popolata da 89 abitanti, si trova a un'altitudine di 471 m s.l.m..
Vi si trova un pozzo romano di epoca repubblicana, scavato molto probabilmente in concomitanza con la costruzione della via Flaminia, nel 220 a.C. 
Lo storico Procopio di Cesarea cita, al tempo della discesa del re ostrogoto Totila (552), il villaggio di Tagina (sede dell'omonima battaglia) sull'attuale area di Rasina.
Per il borgo sono passati grandi figure religiose, come san Francesco d'Assisi e sant'Antonio da Padova. Nella chiesetta che prende il nome del santo padovano, giace una sua reliquia (un frammento della veste).
Il paese è diviso in due parti "Rasina bassa" e "Rasina alta" , divise tra loro dalla vecchia via Flaminia (una strada bianca che corre attraverso il paese).
Rasina alta è situata in cima a un colle ed è composta da sole due abitazioni; Rasina bassa è la parte più grande e più frequentata del paese.